# Diaboliada
Diaboliada (ros. Дьяволиада) – nowela Michaiła Bułhakowa, napisana w 1923. Najpierw została opublikowana w almanachu Niedra (Moskwa, 1924, nr 4). Bułhakow najpierw proponował powieść I.G. Leżniewowi, redaktorowi naczelnemu magazynu Rossija, jednak ten odmówił publikacji.
W Diaboliadzie został przedstawiony problem maleńkiego człowieka, który stał się ofiarą radzieckiej maszyny biurokratycznej, która w chorej wyobraźni głównego bohatera, Korotkowa, wiąże się z siłą piekielną (chociaż on nigdy nie wyraża tego wprost). Zwolniony pracownik, nie umiejąc poradzić sobie z tą siłą i przegrawszy w starciu z nią, wariuje i w rozpaczy skacze z dachu wielopiętrowego budynku, ratując się od pracowników urzędu śledczego.